# Choeromorpha pigra
Choeromorpha pigra är en skalbaggsart som beskrevs av Aurivillius 1920. Choeromorpha pigra ingår i släktet Choeromorpha och familjen långhorningar. Inga underarter finns listade i Catalogue of Life.